# Combat de Baren
Pour les articles homonymes, voir Baren.
Le combat de Baren est un soulèvement et un conflit armé qui a eu lieu entre les militants ouïghours et les forces gouvernementales chinoises en avril 1990,,. On ne sait pas ce qui s'est passé pendant le conflit armé car les rapports sur l'incident varient considérablement. 

## Point de vue chinois
Selon les archives chinoises, quatre grandes réunions de planification ont eu lieu dans la perspective de l'insurrection, dont l'une était consacrée à l'achat de fournitures, y compris des armes et des uniformes blancs. Vers la fin de mars 1990, les rebelles ont mis en place un camp d'entraînement pour se préparer au combat à venir. L'argent volé a été utilisé pour acheter des armes et des véhicules. Selon les archives chinoises, les Ouïghours ont été contraints de se déplacer plus rapidement qu'ils ne l'avaient prévu car leur complot était sur le point d'être découvert. Des centaines de bombes artisanales ont été fabriquées dans un atelier de forgeron à Kashgar et transportées à Baren avant la rébellion.
Des sources chinoises affirment que le soulèvement a été initié par 200 militants ouïghours armés d'armes de pointe qui ont attaqué les forces paramilitaires chinoises dans tout le canton de Barin (Baren). Ces rapports indiquent que les forces de la milice afghane pourraient avoir été directement impliquées. Des islamistes formés en Afghanistan auraient installé des haut-parleurs dans les mosquées du canton de Barin, exhortant la population ouïghoure locale à "se soulever contre l'oppression chinoise et à travailler à l'établissement d'un État islamique ouïghour indépendant" tout en louant le djihad . Un grand groupe de rebelles aurait attaqué et brûlé un bus de police, tuant les policiers avec des couteaux et prenant leurs armes. En réponse, les forces gouvernementales chinoises ont écrasé le soulèvement par la force en trois jours. 

## Point de vue ouïghour
Le 5 avril 1990, dans le comté d'Akto de Kizilsu et dans le canton de Barin (Baren), Zeydin Yusup, le chef du Parti islamique du Turkestan oriental, mené une manifestation avec environ 200 hommes. Ils ont marché jusqu'au bureau du gouvernement local et ont exigé la fin de l'immigration massive de Chinois Han au Xinjiang . Une source déclare que les manifestations étaient le résultat de 250 avortements forcés imposés à des femmes ouïghoures locales par le gouvernement chinois. Une autre source déclare que les manifestations étaient le résultat du fait que les Ouïghours locaux n'étaient pas autorisés à construire une mosquée.
Le gouvernement chinois a initialement envoyé un détachement de policiers armés sur les lieux des événements. Les forces ouïghoures et les autorités ont commencé à se battre et la violence s'est répandue dans la ville. Le soulèvement, qui a duré plusieurs jours, a pris fin lorsque le gouvernement chinois a envoyé des centaines de policiers et de soldats lourdement armés pour réprimer le combat,.
Le Parti islamique du Turkistan a mentionné l'émeute du canton de Barin (Baren) dans le numéro 1 de son magazine, Islamic Turkistan, dans un article sur l'histoire de la région. Le troisième numéro de son magazine commémorait la mort de Zeydin Yusup (Dia al din bin Yusuf), le membre du TIP impliqué dans l'émeute du canton de Barin. Khalid Turkistani a écrit un article dans le numéro 13 du magazine "Islamic Turkistan", disant qu'il participait au "jihad" à Barin et qu'il avait été emprisonné pour cela par le gouvernement chinois en 1990. 
Doğu Türkistan Bülteni Haber Ajansı a évoqué une brève histoire du Parti islamique du Turkistan, de Zeyiddin Yusuf qui l'a fondé en 1988 au "Turkestan oriental", à sa participation au combat et à l'insurrection, son "jihad sur le chemin d'Allah", sa migration en 1996 sous Hasan Mahsum aux talibans contrôlés par l'émirat islamique d'Afghanistan, et sa guerre depuis 2001 contre les «croisés» pendant 15 ans dans le «jihad afghan», jusqu'en 2012, date à laquelle il est entré dans la guerre civile syrienne.

## Conséquences
Une source déclare que le conflit a pris fin le 10 avril 1990, avec 23 morts au total et 21 blessés, et que 232 combattants ouïghours ont été capturés. En juillet 1990, le gouvernement chinois du Xinjiang a annoncé l'arrestation de 7 900 personnes en invoquant les «activités criminelles de séparateurs ethniques et d'autres criminels» comme raison,.
En 2020, le gouvernement en exil du Turkestan oriental a commémoré le trentième anniversaire de l'événement dans son journal officiel.